# المجيولية
المجيولية قرية سعودية، في محافظة المويه بمنطقة مكة المكرمة، تقع في شرق مدينة الطائف بمسافة نحو (350 ) كم.

## أنظر أيضًا
- المنشية (محافظة المويه)
- المورقية
- الناصرية (محافظة المويه)